# Abdullah al-Janabi
Abdullah al-Janabi  (en árabe: عبد الله الجنابي) (nacido en 1951) es un militar iraquí, líder sunita del Consejo de la Shura de los Muyahidines en Faluya, Irak.  Obtuvo poder tras su participación en la destrucción de la insurgencia en la Primera Batalla de Faluya.
Estuvo presente en la eventual caída de la ciudad en la Segunda Batalla de Faluya, pero logró evitar caer en manos del ejército de la coalición liderada por Estados Unidos.
Posteriormente, Al-Janabi concedió una entrevista para el canal de televisión Al Jazeera.
El 9 de enero de 2005, la Corte Penal Central de Irak emitió una orden de arresto en su contra.
Luego de que Faluya cayera bajo el control del Estado Islámico de Irak y el Levante y otras fuerzas antigubernamentales durante la campaña de Ambar en enero de 2014, Janabi regresó a aquella ciudad, y comenzó a dar sermones semanales en la mezquita Saad bin Abi Waqas, ubicada al norte de la ciudad. En la mezquita Janabi les dijo a los fieles que ''La sangre está en las manos de todos los policías. Los edificios de la policía fueron utilizados para torturar y extraer confesiones (...) por lo que deben ser limpiados''. Refiriéndose al Ejército Iraquí, también afirmó que "Juramos ante Dios todopoderoso y ante la sangre de los mártires que el ejército safávida no entrará a la ciudad, excepto sobre nuestros cadáveres". También distribuyó panfletos que anunciaban un nuevo ''Comité para la Promoción de la Virtud y Prevención del Vicio" para hacer cumplir su estricto código islámico.
Durante sus sermones, cerca de 200 militantes enmascarados que manejaban vehículos robados de la policía, custodiaban el camino que conducía hacia la mezquita, en donde los fieles fueron inspeccionados en busca de armas.
Actualmente es predicador y miembro "Consejo de la Sharia" de para el Estado Islámico de Irak y el Levante.